# Stenopus hispidus
Stenopus hispidus (лат.) — вид десятиногих ракообразных из семейства Stenopodidae инфраотряда Stenopodidea.

## Описание

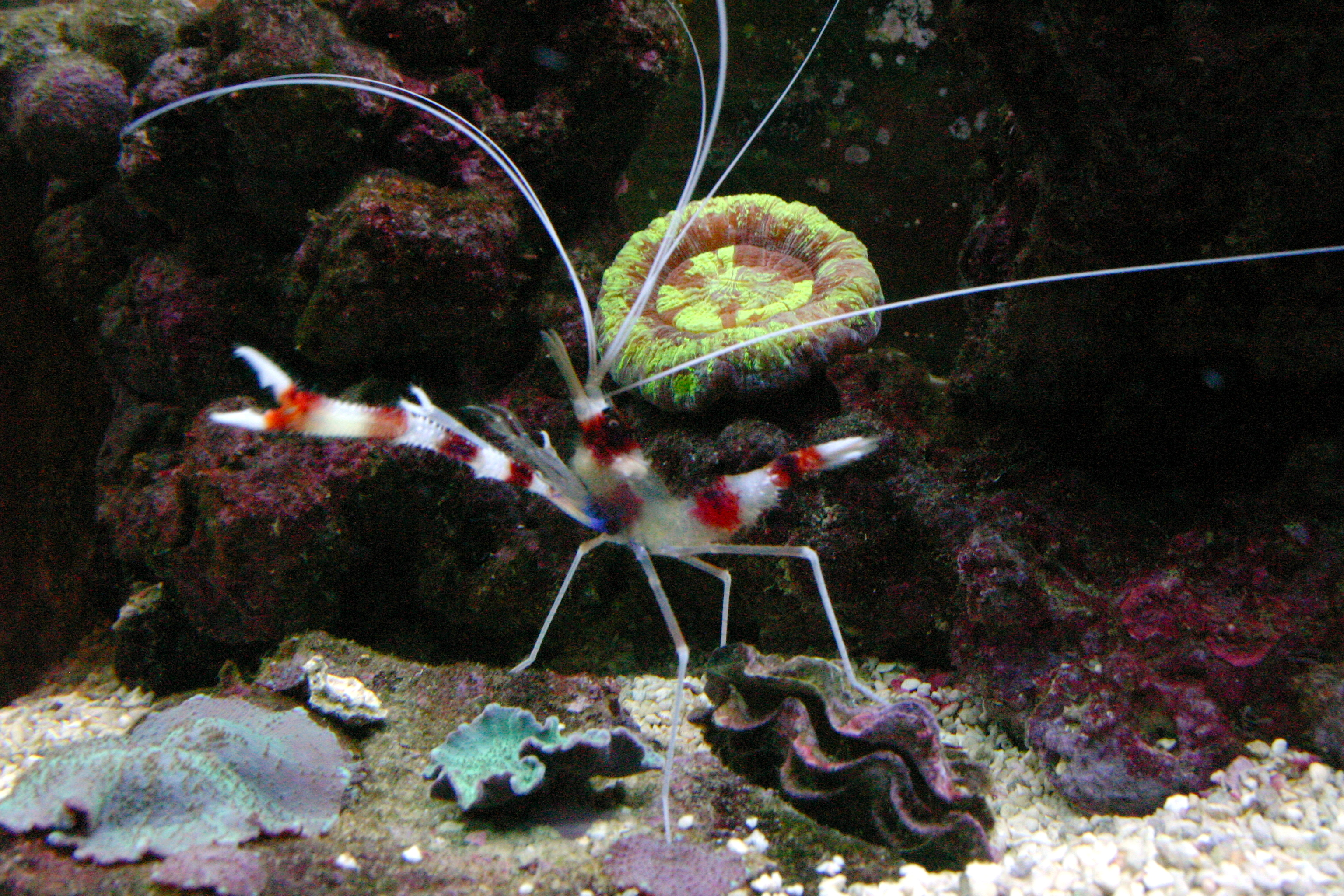
Stenopus hispidus atacando — один из подвидов

Длина взрослых самок составляет 9 см, а длина самцов — 6 см. Усики — до 10 см. Три первые пары ходильных ног оканчиваются коготками, а третья пара длиннее и толще остальных, и на её концах расположены массивные клешни, подобные боксёрским перчаткам. Из-за клешней Stenopus hispidus получила название «креветка-боксёр». Брюшко, карапакс и третья пара ног покрыты мелкими щетинками, имеют полосатый бело-красный окрас. Остальные конечности по всей длине окрашены в белый цвет, а у основания красные. Stenopus hispidus моногамны.

## Распространение

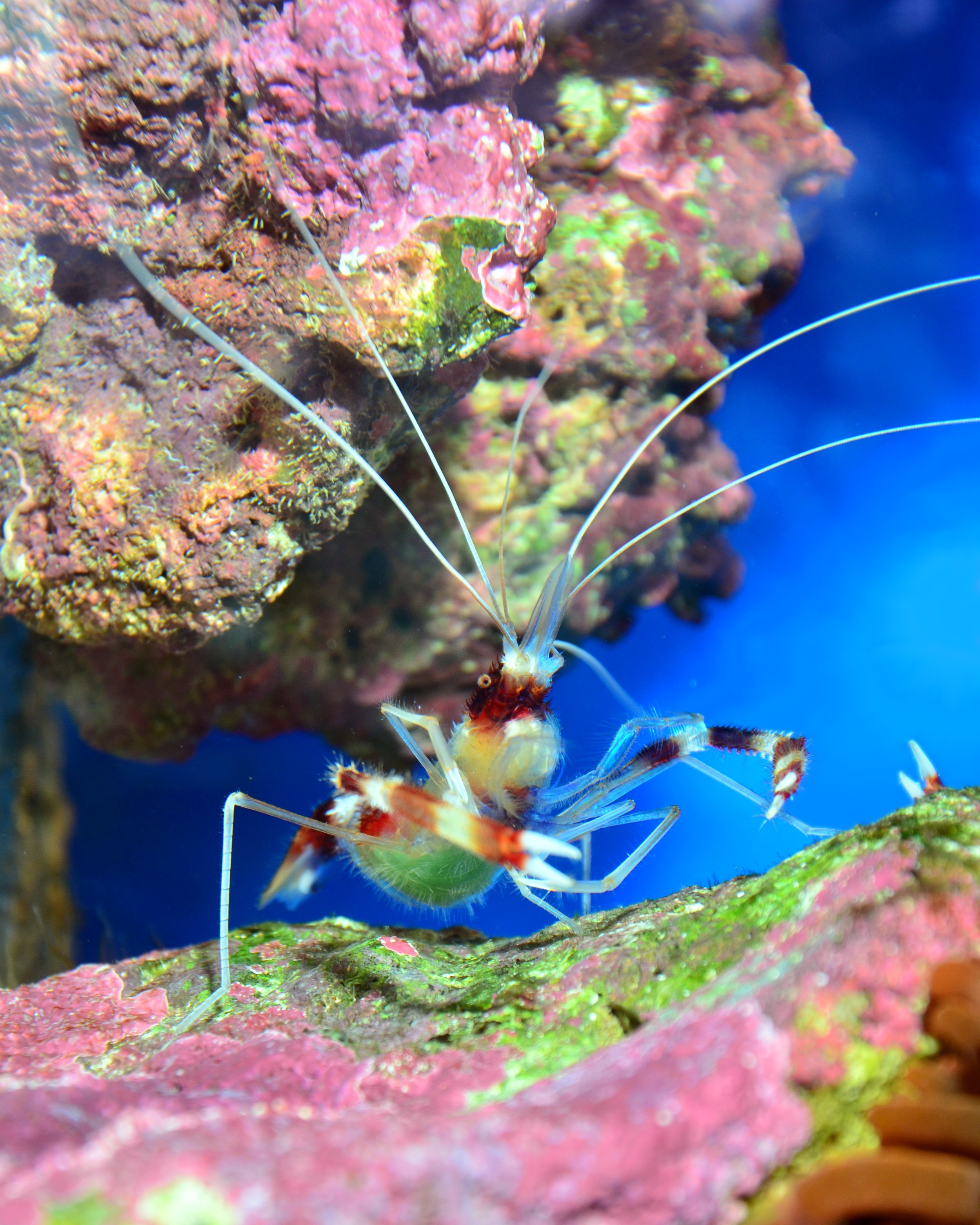

Распространены по всей Индо-Пацифике от Красного моря и Южной Африки до Тихого океана.

## Образ жизни
Населяют отверстия и щели на коралловых рифах. Большую часть дня активные, очень осторожно покидают свои убежища. Селятся большими группами на одной территории и не враждуют между собой. Эта территория привлекает многих рыб, которых Stenopus hisridus очищает от паразитов. Креветки-боксёры устраиваются на возвышениях и сигналят усиками о готовности произвести чистку. Креветка-боксёр чистит всё тело рыб, даже залезает в глаза и жабры, пока не удалит всех вредителей, которые идут в пищу креветке-боксёру. В случае опасности креветка-боксёр убегает хвостом вперёд. Конечности регенерируются.

## Содержание в аквариуме
Объём аквариума должен составлять 150 литров. Нужны также просторные укрытия. Температурный режим 21—26 °C. В аквариуме креветки-боксёры ведут себя агрессивно по отношению к таким же креветкам-боксёрам, другим ракообразным и более слабым рыбкам. Иногда общипывают щупальца актиний. Питаются любыми живыми или замороженными кормами (мясом моллюсков, креветок и рыб, планктоном).